# Medal Wyzwolenia
Medal Wyzwolenia, Medal „Pro Dania”, dosł. tłum. Medal Wolności Króla Chrystiana X (duń. Kong Christian X’s frihedsmedalje, Chr.X.Frm.) – duński medal ustanowiony 5 maja 1946 roku przez króla Chrystiana X, jako wyróżnienie dla obywateli duńskich i cudzoziemców, którzy swoimi działaniami poza granicami Danii przysłużyli się w wyzwoleniu jej spod okupacji niemieckiej w latach 1940–1945.
W listopadzie 1954 nadawanie medalu zostało zakończone.
Łącznie nadano 3102 medale.

## Opis medalu
Medal ma średnicę 31 mm, wykonany jest ze srebra i zwieńczony królewską koroną.
Na awersie w centralnej części jest umieszczony profil głowy króla Chrystiana X. Wzdłuż krawędzi na obwodzie jest napis w języku łacińskim „CHRISTIANUS X – REX DANIÆ” (pol. Chrystian X – Król Danii), pod szyją wizerunku króla znajduje się niewielki napis „H.SALOMON” (projektantem był medaljer Harald Salomon). Na rewersie umieszczono motto w języku łacińskim „PRO DANIA 1940-45” (pol. „DLA DANII 1940-45”), otoczony wieńcem z liści dębu.
Medal zawieszony był na czerwonej wstążce z białym paskiem pośrodku o szerokości 1/3 wstążki, która układana była w sześciokąt (jak francuskie i polskie odznaczenia) dla mężczyzn lub wiązana w kokardkę dla kobiet.

## Odznaczeni
Wśród odznaczonych byli m.in.:
- Gustaw V Bernadotte
- Gustaw Adolf Bernadotte
- Luiza Bernadotte
- Karol Bernadotte
- Ingeborg Bernadotte
- Eugeniusz Bernadotte
- Wilhelm Bernadotte
- Folke Bernadotte
- Haakon VII Glücksburg
- Olaf Glücksburg
- Märtha Glücksburg
- Piotr Glücksburg
- Małgorzata Burbon z d. Glücksburg
- Winston Churchill
- Clement Attlee
- Jan Smuts[4]
- Trygve Lie
- Dag Hammarskjöld
- Anthony Eden
- Ernest Bevin
- Jan Masaryk
- Laurits Melchior
- Victor Borge
- Adeline Genée
- Ronald Turnbull
- Konstanty Rokossowski